# Огоронский сельсовет
Огоро́нский сельсове́т — сельское поселение в Зейском районе Амурской области.
Административный центр — посёлок Огорон.

## История
31 октября 2005 года в соответствии с Законом Амурской области № 73-ОЗ муниципальное образование наделено статусом сельского поселения.

## Население
| 2002 | 2010 | 2011 | 2012 | 2013 | 2014 | 2015 |
| ---- | ---- | ---- | ---- | ---- | ---- | ---- |
| 413  | ↘341 | ↘340 | ↘330 | ↘323 | ↘320 | ↘318 |
| 2016 | 2017 | 2018 | 2021 |      |      |      |
| ↘310 | ↘288 | ↘278 | ↘217 |      |      |      |

## Состав сельского поселения
| № | Населённый пункт | Тип населённого пункта          | Население |
| - | ---------------- | ------------------------------- | --------- |
| 1 | Огорон           | посёлок, административный центр | ↘217      |